# Isla de Pedrosa
La isla de Pedrosa, anteriormente conocida como isla de la Astilla, es una isla española y una de las mayores islas de Cantabria. Se encuentra al fondo de la bahía de Santander, frente a la localidad de Pontejos. Tiene 10,4 hectáreas y actualmente está unida a tierra firme por un puente. Toda ella es un jardín con  numerosos árboles.

## Uso hospitalario

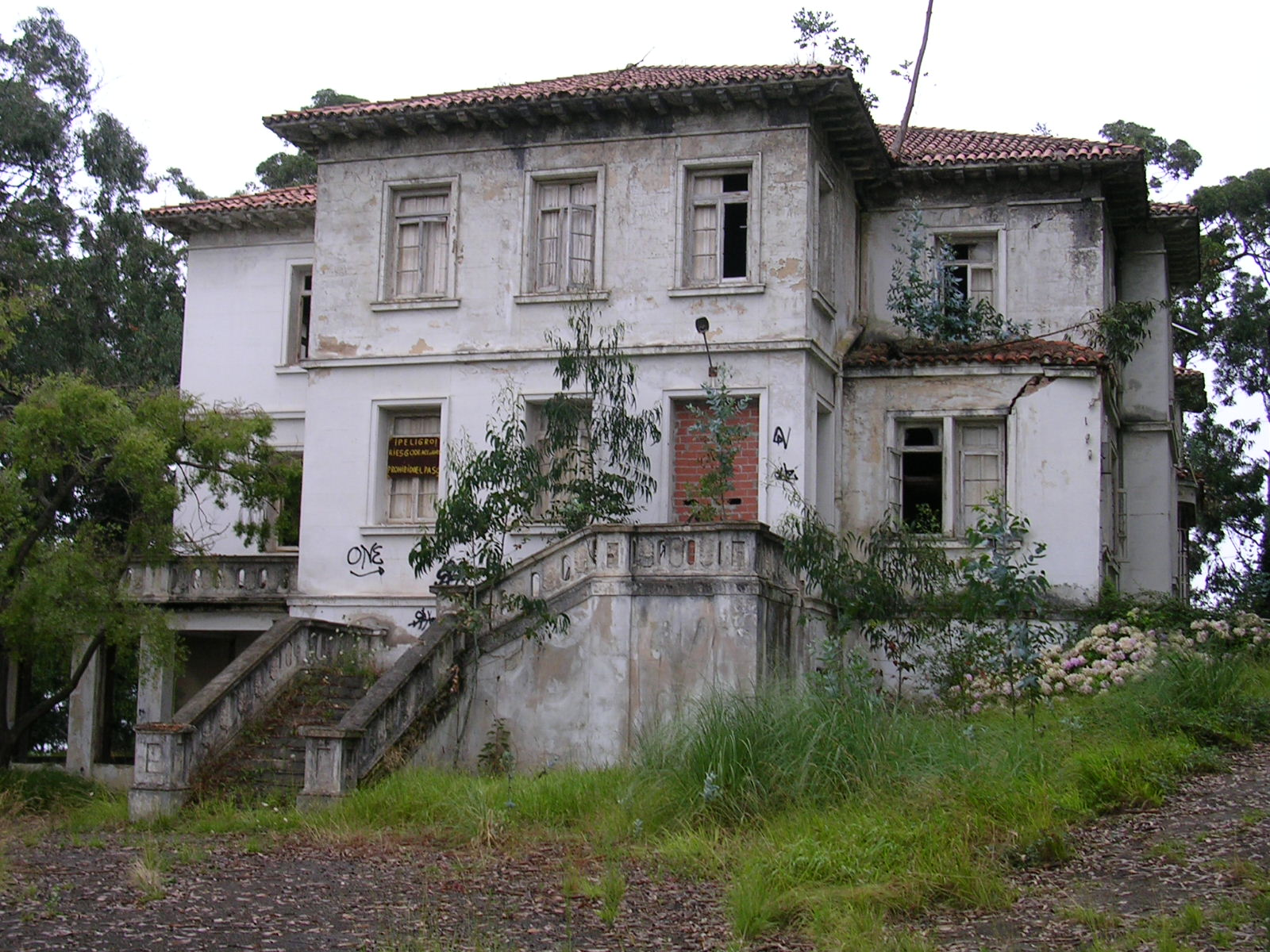
Restos de un pabellón del hospital de la isla de Pedrosa

Los antecedentes del sanatorio hay que situarlos en el año 1834, fecha en que se solicitó el establecimiento de un lazareto en la isla de Pedrosa, para mantener en cuarentena a las tripulaciones de buques afectadas por enfermedades tropicales. El lazareto comenzó a funcionar en 1869 pero con el tiempo se transformó en Sanatorio Marítimo (1909) de carácter nacional para el tratamiento de enfermedades óseas y tuberculosas; al Sanatorio de Pedrosa correspondían los enfermos de las actuales provincias de Cantabria, Asturias, Palencia, Valladolid, Ávila, Segovia, Madrid, Burgos, Soria, La Rioja, Navarra, Álava, Guipúzcoa y Vizcaya. Más tarde, en recuerdo a uno de sus médicos directores, se le denominó Sanatorio Víctor Meana. Dejó de funcionar como hospital en 1989. Hoy en día varias de las dependencias isleñas fueron convertidas por el Gobierno cántabro en un centro de rehabilitación de drogodependientes y otros usos.

## Fenómenos paranormales
Investigadores paranormales aseguran que uno de los viejos pabellones de la isla está habitado por fantasmas.